# I Can’t Believe That You’re in Love with Me
I Can’t Believe That You’re in Love with Me ist ein Song, den Jimmy McHugh (Musik) und Clarence Gaskill (Text) schrieben und der 1926 veröffentlicht wurde.

## Hintergrund
Gaskill und McHugh schrieben I Can’t Believe That You’re in Love with Me für die Revue Gay Paree, die am 9. November 1926 im New Yorker Winter Garden Theatre Premiere hatte; dort wurde er Song von Winnie Lightner vorgestellt.
I Can’t Believe That You’re in Love with Me  war der größte Erfolg des Liedtexters Clarence Gaskill, der mit Jimmy McHugh nur ein weiteres Lied schrieb, I Don’t Mind Being All Alone, ebenfalls 1926. Der moderate Foxtrott ist in B-Dur in der Liedform AA'BA' geschrieben; die Musik des Refrains ist durch punktierte Rhythmen und sich langsamen verändernde Harmonien charakterisiert, die unüblicherweise in der Subdominante (E-Dur) beginnen.

## Erste Aufnahmen
Die ersten Musikern, die den Song ab Januar 1927 aufnahmen, waren Cliff Edwards, Roger Wolfe Kahn and His Orchestra (Victor), The Seven Aces (Columbia) sowie in London die Piccadilly Revels Band (Columbia) und The Savile (All-Masters) Dance Orchestra von Harry Savile.

## Spätere Coverversionen
1953 erlebte der Song ein Comeback in der Version der Ames Brothers. Der Diskograf Tom Lord listet im Bereich des Jazz insgesamt 435 (Stand 2015) Coverversionen, u. a. von Louis Armstrong (1930), Nat Gonella (1932), Earl Hines (1932), Artie Shaw (1938), Teddy Wilson (1938), count Basie (1939) in späteren Jahren von Charlie Parker, Billie Holiday, Frank Sinatra, Lee Konitz/Gerry Mulligan, Art Pepper, Ella Fitzgerald, Brew Moore, Lorez Alexandria und Terence Blanchard. I Can’t Believe That You’re in Love with Me fand auch Verwendung in mehreren Filmen; Claudia Drake sang ihn in Detour (1945, Regie Edgar G. Ulmer), May Wynn in Die Caine war ihr Schicksal (1954) und Connie Francis in Looking for Love (1964, Regie: Don Weis).